# Trichomachimus pubescens
Trichomachimus pubescens är en tvåvingeart som först beskrevs av Ricardo 1922.  Trichomachimus pubescens ingår i släktet Trichomachimus och familjen rovflugor. Inga underarter finns listade i Catalogue of Life.